# 嘉義市西區大同國民小學
嘉義市西區大同國民小學 ，簡稱大同國小，位於嘉義市西區，創設於日治時期大正六年（西元1917年）4月1日，命名為嘉義女子公學校，於1982年7月1日改隸為今名嘉義市西區大同國民小學。

## 學校沿革

### 日治時期
- 1917年4月1日創設，名為嘉義女子公學校。最初的學生是由原嘉義公學校[註 1]撥出全部的女學童，共6班232人[2]。
- 1919年4月1改校名為嘉義市第二公學校，同時原嘉義公學校改稱為嘉義第一公學校。
- 1919年8月21日校舍完工，校地改遷到現今崇文國小的所在地。
- 1920年3月25日和嘉義第一公學校互換校地，遷入現今嘉義市政府警察局興中派出所對角一帶，換地原因是因新校區偏僻，離市區較遠，對女學生上學較不方便。
- 1930年4月1日開始招收男學童。
- 1933年3月28日改校名為白川公學校，改名是因為學區重新劃分，以白川町為新學區。
- 1933年8月25日遷校址到現今的地址。
- 1941年4月1日改名為白川國民學校，改名是為了配合臺灣總督府實施的國民教育政策[2]。

### 戰後至今
- 1945年11月27日汪火木被任命為代理校長，處理戰後接收事宜。
- 1946年3月31日改名為嘉義市大同國民學校。
- 1946年11月13日改名為嘉義市新西區大同國民學校，當時嘉義市行政區域劃分六個區，該校為於新西區而改此校名。
- 1951年10月25日改名為嘉義縣嘉義市大同國民學校，因嘉義市併入嘉義縣而改名。
- 1968年8月1日改名嘉義縣嘉義市大同國民小學，因政府推動九年國民義務教育而改名。
- 1982年7月1日改名為嘉義市大同國民小學，因嘉義市升格為省轄市而改名[3]。

## 外部連結
- 嘉義市西區大同國民小學 （页面存档备份，存于）